# Live in Hollywood
Live in Hollywood è un album dal vivo del gruppo musicale messicano RBD, pubblicato nel 2006.

## Tracce

### Edizione messicana
1. Tras De Mí – 5:18 (Carlos Lara, Karen Sokoloff, Karen Sokoloff, Pedro Damián)
2. Me Voy – 3:21 (Kara DioGuardi, Mauri Stern)
3. Nuestro Amor – 3:23 (Memo Méndez Guiú, Emil 'Billy' Méndez)
4. Así Soy Yo – 3:38 (Fernando Rojo)
5. Qué Fue Del Amor – 3:33 (Armando Ávila)
6. A Tu Lado – 3:38 (Lara, Sokoloff)
7. No Pares – 4:16 (Lynda Thomas, Lara)
8. Fuera – 4:13 (Mauricio L. Arriaga)
9. Solo Para Ti – 3:58 (Mario Sandoval)
10. Este Corazón – 3:50 (Ávila)
11. Aún Hay Algo – 4:01 (Lara, Sokoloff)
12. Qué Hay Detrás – 3:45 (Lara, Sokoloff)
13. Medley ("Rebelde"/"Solo Quédate En Silencio"/"Sálvame") – 8:31 (Lara, Max di Carlo, Arriaga, DJ Kafka, Damián)
14. Feliz Cumpleaños – 3:27 (Jade Ell, Mats Hedström, Lara)
15. No Pares (Studio version) – 3:47 (Thomas, Lara)

### Edizione statunitense
Tour Generación RBD En Vivo
1. Tras De Mí – 5:18 (Lara, Sokoloff, Damián)
2. Me Voy – 3:21 (DioGuardi, Stern)
3. Nuestro Amor – 3:23 (Méndez Guiú, Méndez)
4. Así Soy Yo – 3:38 (Rojo)
5. Qué Fue Del Amor – 3:33 (Ávila)
6. A Tu Lado – 3:38 (Lara, Sokoloff)
7. No Pares – 4:16 (Thomas, Lara)
8. Fuera – 4:13 (Arriaga)
9. Solo Para Ti – 3:58 (Sandoval)
10. Este Corazón – 3:50 (Ávila)
11. Aún Hay Algo – 4:01 (Lara, Sokoloff)
12. Qué Hay Detrás – 3:45 (Lara, Sokoloff)
13. Feliz Cumpleaños – 3:27 (Ell, Hedström, Lara)
14. Solo Quédate En Silencio (Hollywood version) – 3:32 (Arriaga)
15. No Pares (Studio version) – 3:47 (Thomas, Lara)

### Edizione brasiliana
Tour Generación RBD En Vivo
1. Tras De Mí – 5:18 (Lara, Sokoloff, Damián)
2. Me Voy – 3:21 (DioGuardi, Stern)
3. Nuestro Amor – 3:23 (Méndez Guiú, Méndez)
4. Así Soy Yo – 3:38 (Rojo)
5. Qué Fue Del Amor – 3:33 (Ávila)
6. A Tu Lado – 3:38 (Lara, Sokoloff)
7. No Pares – 4:16 (Thomas, Lara)
8. Fuera – 4:13 (Arriaga)
9. Solo Para Ti – 3:58 (Sandoval)
10. Este Corazón – 3:50 (Ávila)
11. Aún Hay Algo – 4:01 (Lara, Sokoloff)
12. Qué Hay Detrás – 3:45 (Lara, Sokoloff)
13. Feliz Cumpleaños – 3:27 (Ell, Hedström, Lara)
14. Solo Quédate En Silencio (Hollywood version) – 3:32 (Arriaga)